# Соседко, Юлий Иванович
Юлий Иванович Соседко (1939―2005) ― советский российский врач, специалист в области военной медицины и судебно-медицинской экспертизы, доктор медицинских наук, профессор, полковник медицинской службы, Заслуженные врач РСФСР.

## Биография
Родился 11 августа 1939 года в селе Московское Изобильненского района Ставропольского края.
После учебы в средней школе поступил в Кубанский медицинский институт, который окончил в 1962 году. Службу начал военным врачом в ВВС Северо-Кавказского военного округа, по совместительству был судебно-медицинским экспертом 124-й судебно-медицинской лаборатории СКВО. С 1965 по 1967 год служил экспертом-криминалистом судебно-медицинской лаборатории СКВО.
С 1967 по 1969 год был слушателем факультета руководящего медицинского состава Военно-медицинской академии имени С.М. Кирова. После этого назначен начальником судебно-медицинской лаборатории и главным судебно-медицинским экспертом Сибирского военного округа.
В 1973 году защитил кандидатскую диссертацию по теме «Судебно-медицинская оценка телесных повреждений на трупах, извлеченных из воды».
С 1981 года служит в Центральной судебно-медицинской лаборатории Министерства обороны СССР. Последовательно занимал должности начальника отдела судебно-медицинской экспертизы, заместителя начальника.
В 1986 году защитил докторскую диссертацию по теме «Судебно-медицинская экспертиза основных видов механической травмы со смертельным исходом в лечебных учреждениях». С 1991 года работал начальником лаборатории и главным судебно-медицинским экспертом Министерства обороны СССР (с 1992 года ― Минобороны России).
В 1991 году ему присвоено почётное звание «Заслуженные врач РСФСР». В 1993–1997 годах был членом Российско-американской комиссии по поиску пропавших без вести.
После выхода в отставку в 1997 году продолжал трудиться в 111-м ГГЦСМиКЭ Министерства обороны России, где выполнял большой объем практической и научной работы.
В 2000 году избран профессором. Был членом правления Всероссийского общества судебных медиков.
Умер 30 декабря 2005 года в Москве, похоронен на Перепечинском кладбище в Московской области.

## Научная деятельность
Исследовал проблемы судебно-медицинской экспертизы основных видов механической травмы со смертельным исходом. По теме «внезапной смерти при травме рефлексогенных зон тела человека» написал монографию, которая была единственной научной работой по этой теме в СССР.
Изучал общие проблемы военной судебно-медицинской экспертизы. Уделял большое внимание профилактике нарушений уставных правил взаимоотношений между военнослужащими.
Занимался историей судебной медицины и вкладом военных судебных медиков в эту научную дисциплину. Разработал новые методы морфологических исследований, например, метод фотохимического флюорохромирования, квантометрический метод.
Написал свыше 130 научных работ, среди них две монографии, справочник, ряд методических пособий. Под научным руководством его подготовлены и защищены 7 кандидатских и 1 докторская диссертация.

## Награды и звания
- Орден «За военные заслуги»
- Медали
- Почетные грамоты
- Заслуженные врач РСФСР (1991)

## Сочинения
- Судебно-медицинская экспертиза при перегревании организма[3]
- К методике исследования позвоночника при травме / Соседко Ю.И., Ильницкий И.Н. // Судебно-медицинская экспертиза. — М., 1974. — №2. — С. 56-57.
- Проекционная фотопечать гистологических препаратов через фотоувеличитель / Соседко Ю.И. // Судебно-медицинская экспертиза. — М., 1975. — №1. — С. 43.
- Дискография при травме позвоночника / Соседко Ю.И. // Судебно-медицинская экспертиза. — М., 1976. — №3. — С. 49.
- Маркировка ребер для экспертных целей / Соседко Ю.И. // Судебно-медицинская экспертиза. — М., 1976. — №3. — С. 47.
- Применение портативного осветителя при судебно-медицинском исследовании среднего уха трупа / Соседко Ю.И. // Судебно-медицинская экспертиза. — М., 1978. — №1. — С. 44.
- Внезапная смерть при травме рефлексогенных зон тела. / Соседко Ю.И. — 1996.
- Диагностика основных видов травматического воздействия при травме органов живота тупыми предметами / Соседко Ю.И. — 2001.
- Дефекты медицинской помощи, допускаемые частнопрактикующими врачами (предприятиями) / Томилин В.В., Соседко Ю.И. // Судебно-медицинская экспертиза. — М., 2001. — №4. — С. 3.
- Определение тяжести вреда здоровью, причиненного повреждениями пищеварительного тракта при травме тупыми предметами / Соседко Ю.И., Самчук В.В. // Судебно-медицинская экспертиза. — М., 2001. — №5. — С. 20.
- Судебно-медицинская диагностика повреждений сердца при травме тупыми предметами / Соседко Ю.И. // Судебно-медицинская экспертиза. — М., 2001. — №6. — С. 13.
- Медико-правовые проблемные вопросы в судебно-медицинской практике / Томилин В.В., Соседко Ю.И. // Проблемы экспертизы в медицине. — 2001. — №1. — С. 4-6.
- Судебно-медицинская экспертиза при перегревании организма / Соседко Ю.И. — 2002.
- Судебно-медицинская экспертиза в случаях отравления окисью углерода : практическое пособие / Соседко Ю.И., Самчук В.В. — 2008.
- Судебно-медицинская экспертиза повреждений селезенки при травме тупыми твердыми предметами / Соседко Ю.И., Колкутин В.В., Федулова М.В., Бурмистрова Н.В., Русакова Т.И. — 2010.